# Línea 540 (Lomas de Zamora)
La línea 540 es una línea de colectivos del Partido de Lomas de Zamora. Une la Estación Lomas de Zamora con el Puente de la Noria.
La línea era operada por Kolocias S.A, pero desde 2011 es controlada por la empresa Autobuses Santa Fe, misma empresa que también maneja las líneas 542, 548, 550, 551, 552 y 553.

## Recorrido
La línea 540 cuenta con un único ramal que une Puente de la Noria con la estación Lomas de Zamora, por medio de las siguientes calles:

### Puente de la Noria - Estación Lomas de Zamora
- Cosquín
- Intendente Pedro Pablo Turner
- Campoamor
- Camino de la Ribera Sud
- Intendente Juan B. Tavano
- Tabaré
- Homero
- Arlucea
- Intendente Juan B. Tavano
- Troperas
- Falucho
- Av. Juan XXIII
- Oslo
- Juan Meléndez Váldez
- Oporto
- Molina Arrotea
- Vicente Oliden
- Av. Hipólito Yrigoyen
- José Ignacio Gorriti
- Pueblo de la Paz

## Lugares de interés
- Puente La Noria
- Arroyo del Rey
- Parque Municipal de Lomas de Zamora
- Estación Lomas de Zamora

## Pasajeros
| Año  | Pasajeros | Pasajeros por día |
| ---- | --------- | ----------------- |
| 2016 | 5 796 335 | 15 837            |
| 2017 | 5 950 700 | 16 303            |
| 2018 | 5 958 403 | 16 324            |
| 2019 | 3 499 568 | 9 588             |